# Wohnhaus Bahnhofstraße 71 (Osterholz-Scharmbeck)
Das Wohnhaus Bahnhofstraße 71 in der niedersächsischen Stadt Osterholz-Scharmbeck stammt vom Ende des 19. Jahrhunderts. Aktuell (2025) wird es als Wohnhaus genutzt.
Das Gebäude steht unter Denkmalschutz (siehe auch Liste der Baudenkmale in Osterholz-Scharmbeck).

## Geschichte und Beschreibung
In freier Landschaft zwischen den beiden Ortschaften Osterholz und Scharmbeck wurde 1862 der Bahnhof Osterholz-Scharmbeck gebaut. Hier entstand nun eine neue Ansiedlung. 1865 wurde die Bahnhofstraße als Verbindung zwischen Scharmbeck und dem Bahnhof gepflastert.
Das eingeschossige giebelständige Gebäude als Villa auf hohem Sockel mit bewegter Dachlandschaft als ziegelgedeckte Krüppelwalmdächer, mit Erker und markantem straßenseitigen Polygonalturm mit Glockenhelm wurde 1897 (Inschrift) gebaut. Die Fassadengestaltung erfolgte durch den Wechsel von Backsteinmauerwerk, Putzflächen und in den oberen Bereichen und auch im EG in Fachwerk. Bemerkenswert ist auch die aufwändige Eingangstür.
Das Landesdenkmalamt befand u. a.: „… aufwändig gestaltetes Wohnhaus […] entspricht der damaligen Villenbebauung…“